# Karancsság
Karancsság là một thị trấn thuộc hạt Nógrád, Hungary. Thị trấn này có diện tích 21,39 km², dân số năm 2010 là 1198 người, mật độ 56 người/km².